# 千葉統括センター
千葉統括センター（ちばとうかつセンター）は、東日本旅客鉄道（JR東日本）千葉支社の駅・運転士・車掌を所管する組織である。
2024年3月16日に千葉営業統括センター、千葉運輸区を統合して発足。

## 所管

### 駅
- 千葉駅 - 所長所在駅
- 稲毛駅
- 西千葉駅★
- 東千葉駅★
- 都賀駅★
- 四街道駅
- 物井駅★
- 本千葉駅★

★: JR東日本ステーションサービスに業務委託

### 乗務ユニット
- 千葉駅近傍に設置（旧千葉運輸区）
- 担当線区
- 総武快速線：東京 - 千葉間
- 総武本線：千葉 - 佐倉間
- 成田線：佐倉 - 成田空港間
- 外房線：千葉 - 安房鴨川間
- 東金線：大網 - 成東間
- 内房線：蘇我 - 安房鴨川間

その他、特急あずさや臨時列車等で新宿 - 館山間の乗務もある。

## 歴史
- 2022年10月1日 - 千葉営業統括センター（千葉、稲毛、四街道駅の統合）が発足。
- 2023年7月1日 - 千葉営業統括センターに、蘇我駅を更に統合する。
- 2024年3月16日 - 千葉営業統括センターに、千葉運輸区を統合して千葉統括センター発足。千葉営業統括センター、千葉運輸区を廃止する。
- 2024年12月1日 - 千葉統括センターの一部（蘇我駅）を茂原統括センターに移管する。